# 231 Vindobona
A 231 Vindobona a Naprendszer kisbolygóövében található aszteroida. Johann Palisa fedezte fel 1882. szeptember 10-én.